# Nordmittelschweden

Mittelschweden nach NUTS:
… Stockholm (SE11/110)
… Östra Mellansverige (SE12)
… Norra Mellansverige (SE31)

Nordmittelschweden (schwedisch: Norra Mellansverige) ist ein Reichsgebiet (riksområde) von Schweden. Reichsgebiete sind Teil der NUTS-Statistikregionen Schwedens und dienen vorwiegend Statistikzwecken. In dem Gebiet Nordmittelschweden leben 859.620 Menschen (2023).

## Geografie
Die Region liegt im zentralen Teil des Landes, teilweise in Norrland und hauptsächlich in Svealand. Sie grenzt an Norwegen und die Riksområden Mittleres Norrland, Westschweden und Ostmittelschweden.
Die bevölkerungsreichsten Städte sind Gävle, Karlstad, Borlänge, Falun, Sandviken, Kristinehamn, Hudiksvall, Avesta, Ludvika und Arvika.

### Zusammensetzung
Nordmittelschweden besteht aus den folgenden Provinzen (Län)
- Dalarnas
- Gävleborgs
- Värmlands

## Wirtschaft
Das Bruttoinlandsprodukt (BIP) der Region betrug im Jahr 2021 35,725 Mrd. €, was 6,8 % der schwedischen Wirtschaftsleistung entspricht. Das kaufkraftbereinigte Pro-Kopf-BIP betrug im selben Jahr 29.700 € oder 98 % des EU27-Durchschnitts. Das BIP pro Arbeitnehmer lag bei 102 % des EU-Durchschnitts.